# زمین‌لرزه ۲۰۰۹ سین‌کیانگ
زمین‌لرزه سین‌کیانگ  در تاریخ ۲۵ ژانویه ۲۰۰۹ میلادی، برابر با ‎۶ بهمن ۱۳۸۷، ساعت ۰۱:۴۷:۴۷٫۱۷ به زمان یوتی‌سی در چین ، منطقه سین‌کیانگ رخ داد.ژرفای این زلزله ۱۰ کیلومتر بود. بزرگی آن ۵٫۱ در مقیاس Mw بدست آمده‌است.
زمین‌لرزه هیچ کشته‌ای نداشته است.